# サイモン・アッシャー・レヴィン
サイモン・アッシャー・レヴィン（Simon Asher Levin、1941年4月22日 - ）は、アメリカの生態学者。生態学・進化学の幅広い理論的研究を通じて、大きく異なる空間・時間スケールや組織スケールにまたがった包括的な視点で生態系を理解する手法を確立した。さらに、それにもとづいて生物多様性保全や生態系管理に関する有効な指針を与えた。

## 遍歴
レヴィンは、1961年にジョンズ・ホプキンス大学で学部卒業し、1964年メリーランド大学大学院で数学の博士号を受け、1965年からコーネル大学の生態系統学教室にて、また1992年よりプリンストン大学の生態進化学教室にて教鞭をとっている。
レヴィンは優れたリーダーでもある。多くの重要な学会の会長になり、非常に多数の学術雑誌や書物シリーズの編集に携わった。日本をはじめ諸外国の生態学者に対しても協力を惜しまない。何度も来日し、京都にはとくに詳しい。

## 業績

### 空間生態学
レヴィンの第1の研究業績は、空間生態学を切り開いたことにある。古典的な生態系理論はそれぞれの種の総量（個体数やバイオマス）に注目するものであった。以前の生態学では、固まり、パッチ構造、配置、つながり、移動分散、スケール、ヘテロジェネイティ、撹乱時空スペクトル、など空間的要素に関する研究は散見されたものの断片的であった。レヴィンの一連の業績により、これらが集大成され、空間構造への考慮が生態学の中心テーマになった。初期の研究において、互いに競争排他の関係にある種が、空間の広がりによって共存できることを、岩礁生態系などの高い生物多様性の維持機構として撹乱が重要であることを示した。幅広いインパクトのある業績には、Robert Paineとのパッチ動態理論がある。撹乱がつくりだす生息地パッチの齢やサイズの時間変化を追跡し、潮間帯付着群集へと応用した。パッチモザイク動態は、その後陸上植物にも適用され、森林群集生態学に大きく貢献した。現在、地球環境シミュレータの植生モデルの基本になっている。
1992年のMacArthur賞受賞記念論文は1990年代に生態学・進化学分野で最大被引用件数を達成した。そこでは、空間スケールや、個体、集団、生物群集、生態系、生物圏などの組織スケールによって異なった規則性やパターンが出現することを明らかにし、また異なるスケールで起こる現象を包括的に理解するために多様な手法を開発した。この論文により、「スケール」は生態学の中心概念になった。

### 生態系を複雑適応系として捉える
第2に、生態系や生物圏を複雑適応系としてとらえることを提唱した。それらが示す緩い秩序や統一性は自己組織的に創発した結果であり、超有機体ではないことを明確にした。まず生物の移動拡散の動態と進化の研究、寄生者/宿主、捕食者/被食者など相互作用する種のそれぞれに進化する状況の理論に先駆的業績をあげた。次に、個体レベルで作用する生態的・進化的メカニズムによって、生態系・生物圏のレベルで大局的なパターンやプロセス、そして生物多様性がどのように維持されるかを解明した。

### 空間生態学の応用を提言
第3に、レヴィンは、空間生態学および生態系の複雑適応系理論に立ち、応用研究への有効な指針を提言した。生物多様性保全や遺伝子導入生物の環境リスク評価などさまざまな具体的問題の解決を提案した。また経済学者や環境科学者との共同研究を積極的にすすめ、具体的で実践的な環境管理方法を提案し、研究者のみならず生態系の保全管理に関わる技術者や政策決定者にも大きな影響を与えた。
長年の業績をまとめた著書"Fragile dominion"（1999年）（邦訳：持続不可能性）では、進化と生態学の原理から地球生態系の持続を危惧しその解決法を提案した。

## 主な受賞歴・栄誉
- 米国アカデミー会員（2000年）
- 生態学のMacArthur賞（1990年）
- 数理生物学のオオクボ賞（2001年）
- 環境科学のハイネケン賞（2004年）
- 京都賞基礎科学部門（2005年） - 受賞理由は「空間生態学の創設と生物圏に関する複雑適応系理論の提唱」。
- タイラー賞（2014年）
- アメリカ国家科学賞（2015年）
- BBVA Foundation Frontiers of Knowledge Award（2021年）